# Serie A (2008/2009) – wyniki spotkań

## 1. kolejka,30–31 sierpnia2008[1]
- Atalanta – Siena 1:0 (Simone Padoin 15')
- Cagliari – Lazio 1:4 (Joaquín Larrivey 31' – Mauro Zárate 62', 71', Pasquale Foggia 75', Goran Pandew 84')
- Catania – Genoa 1:0 (Giuseppe Mascara 61')
- Chievo – Reggina 2:1 (Michele Marcolini 75' k., Vincenzo Italiano 88' – Bernardo Corradi 72' k.)
- Fiorentina – Juventus 1:1 (Alberto Gilardino 89' – Pavel Nedvěd 39')
- Milan – Bologna 1:2 (Massimo Ambrosini 41' – Marco Di Vaio 18', Francesco Valiani 79')
- Roma – Napoli 1:1 (Alberto Aquilani 21' – Marek Hamšík 55')
- Sampdoria – Inter 1:1 (Gennaro Delvecchio 68' – Zlatan Ibrahimović 33')
- Torino – Lecce 3:0 (Alessandro Rosina 29' k., Paolo Zanetti 33', Rolando Bianchi 75')
- Udinese – Palermo 3:1 (Antonio Di Natale 9', 34', Gökhan İnler 70' – Mark Bresciano 69')

## 2. kolejka,13–14 września2008[2]
- Bologna – Atalanta 0:1 (Tiberio Guarente 9')
- Genoa – Milan 2:0 (Giuseppe Sculli 30', Diego Milito 90' k.)
- Inter – Catania 2:1 (Ricardo Quaresma 43', Christian Terlizzi 46' sam. – Gianvito Plasmati 42')
- Juventus – Udinese 1:0 (Amauri 67')
- Lazio – Sampdoria 2:0 (Mauro Zárate 7', Goran Pandew 70')
- Lecce – Chievo 2:0  (Fabio Caserta 47', José Ignacio Castillo 83')
- Napoli – Fiorentina 2:1 (Marek Hamšík 48', Christian Maggio 70' – Adrian Mutu 40')
- Palermo – Roma 3:1 (Fabrizio Miccoli 19', 57', Edinson Cavani 73' – Júlio Baptista 8')
- Reggina – Torino 1:1 (Marco Di Loreto 43' sam. – Nicola Amoruso 13')
- Siena – Cagliari 2:0 (Emanuele Calaiò 10', Abdelkader Ghezzal 90')

## 3. kolejka,20–21 września2008[3]
- Cagliari – Juventus 0:1 (Amauri 39')
- Catania – Atalanta 1:0 (Michele Paolucci 59')
- Fiorentina – Bologna 1:0 (Alberto Gilardino 37')
- Lecce – Siena 1:1 (Fabio Caserta 56' – Daniele Ficagna 39')
- Milan – Lazio 4:1 (Clarence Seedorf 8', Gianluca Zambrotta 35', Alexandre Pato 49', Kaká 60' – Mauro Zárate 26')
- Palermo – Genoa 2:1 (Edinson Cavani 39', Cesare Bovo 58' – Diego Milito 89')
- Roma – Reggina 3:0 (Christian Panucci 45', Alberto Aquilani 51', Simone Perrotta 90')
- Sampdoria – Chievo 1:1 (Daniele Franceschini 49' – Antonio Langella 51')
- Torino – Inter 1:3 (Elvis Abbruscato 76' – Marco Pisano 24' sam., Maicon 26', Zlatan Ibrahimović 51')
- Udinese – Napoli 0:0

## 4. kolejka,24 września2008[4]
- Atalanta – Cagliari 1:0 (Sergio Floccari 79')
- Bologna – Udinese 0:3 (Gaetano D’Agostino 13' k., Antonio Floro Flores 21', Simone Pepe 74')
- Chievo – Torino 1:1 (Michele Marcolini 50' – Rolando Bianchi 40' k.)
- Genoa – Roma 3:1 (Giuseppe Sculli 4', Diego Milito 61', 88' – Daniele De Rossi 28')
- Inter – Lecce 1:0 (Julio Ricardo Cruz 79')
- Juventus – Catania 1:1 (Amauri 16' – Gianvito Plasmati 68')
- Lazio – Fiorentina 3:0 (Stefano Mauri 51', Goran Pandew 55', Sebastiano Siviglia 59')
- Napoli – Palermo 2:1 (Marek Hamšík 14', Marcelo Zalayeta 75' – Fabrizio Miccoli 83' k.)
- Reggina – Milan 1:2 (Bernardo Corradi 59' – Marco Borriello 24', Alexandre Pato 73')
- Siena – Sampdoria 0:0

## 5. kolejka,27–28 września2008[5]
- Bologna – Napoli 0:1 (Germán Denis 87')
- Catania – Chievo 1:0 (Michele Paolucci 16')
- Fiorentina – Genoa 1:0 (Alberto Gilardino 61')
- Lecce – Cagliari 2:0 (Guillermo Giacomazzi 34', José Ignacio Castillo 62')
- Milan – Inter 1:0 (Ronaldinho 36')
- Palermo – Reggina 1:0 (Fabrizio Miccoli 52')
- Roma – Atalanta 2:0 (Christian Panucci 17', Mirko Vučinić 32')
- Sampdoria – Juventus 0:0
- Torino – Lazio 1:3 (Nicola Amoruso 90' k. – Goran Pandew 30', Mauro Zárate 63', 84' k.)
- Udinese – Chievo 2:1 (Fabio Quagliarella 22', Simone Pepe 29' – Houssine Kharja 38')

## 6. kolejka,4–5 października2008[6]
- Atalanta – Sampdoria  4:2 (Sergio Floccari 35', 77', György Garics 39', Cristiano Doni 73' – Antonio Cassano 7', 54' k.)
- Cagliari – Milan 0:0
- Chievo – Fiorentina 0:2 (Zdravko Kuzmanović 32', Alberto Gilardino 74')
- Genoa – Napoli 3:2 (Sokratis Papastatopulos 44', Raffaele Palladino 52', Diego Milito 73' – Ezequiel Lavezzi 1', Germán Denis 75')
- Inter – Bologna 2:1 (Zlatan Ibrahimović 25', Adriano 50' k. – Wangelis Moras 56')
- Juventus – Palermo 1:2 (Alessandro Del Piero 38' – Fabrizio Miccoli 23', Lewan Mczedlidze 81')
- Lazio – Lecce 1:1 (Simone Inzaghi 89' – Simone Tiribocchi 26')
- Reggina – Catania 1:1 (Andrea Costa 80' – Michele Paolucci 69')
- Siena – Roma 1:0 (Mario Frick 45')
- Udinese – Torino 2:0 (Fabio Quagliarella 44', 77')

## 7. kolejka,18–19 października2008[7]
- Bologna – Lazio 3:1 (Sergio Volpi 5', Marco Di Vaio 12', 26' – Tommaso Rocchi 51')
- Catania – Palermo 2:0 (Jorge Andrés Martínez 69, Giuseppe Mascara 87' k.)
- Chievo – Atalanta 1:1 (Andrea Mantovani 45' – Adriano Ferreira Pinto 62')
- Fiorentina – Reggina 3:0 (Giampaolo Pazzini 40' k., Alberto Gilardino 75', 81')
- Genoa – Siena 1:0 (Giuseppe Biava 20')
- Lecce – Udinese 2:2 (Simone Tiribocchi 32', Maurizio Domizzi sam. 52' – Alexis Sánchez 58', Gaetano D’Agostino 71')
- Milan – Sampdoria 3:0 (Ronaldinho 55' k., 66, Filippo Inzaghi 90')
- Napoli – Juventus 2:1 (Marek Hamšík 64', Ezequiel Lavezzi 80' – Amauri 61')
- Roma – Inter 0:4 (Zlatan Ibrahimović 5', 47', Dejan Stanković 54', Victor Obinna 56')
- Torino – Cagliari 0:1 (Robert Acquafresca 86')

## 8. kolejka,25–26 października2008[8]
- Atalanta – Milan 0:1 (Kaká 80')
- Cagliari – Chievo 2:0 (Robert Acquafresca 30', Michele Fini 54')
- Inter – Genoa 0:0
- Juventus – Torino 1:0 (Amauri 48')
- Lazio – Napoli 0:1 (Sebastiano Siviglia 61' sam.)
- Palermo – Fiorentina 1:3 (Fábio Simplício 50' – Alberto Gilardino 19', Adrian Mutu 42', 62')
- Reggina – Lecce 2:0 (Bernardo Corradi 60' k., 90' k.)
- Sampdoria – Bologna 2:0 (Gennaro Delvecchio 63', Claudio Bellucci 74')
- Siena – Catania 1:1 (Emanuele Calaiò 75' – Giuseppe Mascara 80' k.)
- Udinese – Roma 3:1 (Antonio Di Natale 10' k., 51', Antonio Floro Flores 22' – Francesco Totti 74' k.)

## 9. kolejka,29–30 października2008[9]
- Bologna – Juventus 1:2 (Marco Di Vaio 74' – Pavel Nedvěd 12', 56')
- Catania – Udinese 0:2 (Alexis Sánchez 13', Fabio Quagliarella 83')
- Chievo – Lazio 1:2 (Sergio Pellissier 11' – Goran Pandew 14', Andrea Mantovani 82' sam.)
- Fiorentina – Inter 0:0
- Genoa – Cagliari 2:1 (Sokratis Papastatopulos 25', Thiago Motta 56' – Paolo Bianco 66')
- Lecce – Palermo 1:1 (Daniele Cacia 22' – Edinson Cavani 88')
- Milan – Siena 2:1 (Filippo Inzaghi 31', Kaká 65' k. – Simone Vergassola 54')
- Napoli – Reggina 3:0 (Germán Denis 7', 16', 63')
- Roma – Sampdoria 2:0 (Júlio Baptista 21', 53')[10]
- Torino – Atalanta (Nicola Amoruso 62', Roberto Stellone 64' – Sergio Floccari 66')

## 10. kolejka,2–3 listopada2008[11]
- Atalanta – Lecce 0:0
- Cagliari – Bologna 5:1 (Robert Acquafresca 45', 52', Daniele Conti 48', Jeda 69', 85')
- Juventus – Roma 2:0 (Alessandro Del Piero 38', Marco Marchionni 48')
- Lazio – Catania 1:0 (Pasquale Foggia 86')
- Milan – Napoli 1:0 (Germán Denis 86' sam.)
- Palermo – Chievo 3:0 (Fabrizio Miccoli 23' k., Simon Kjær 37', Edinson Cavani 45')
- Reggina – Inter 2:3 (Francesco Cozza 34', Franco Brienza 53' – Maicon 9, Patrick Vieira 24', Iván Córdoba 90')
- Sampdoria – Torino 1:0 (Claudio Bellucci 85')
- Siena – Fiorentina 1:0 (Houssine Kharja 76')
- Udinese – Genoa 2:2 (Gaetano D’Agostino 4' k., Fabio Quagliarella 78' – Diego Milito 64 k., Giuseppe Sculli 67')

## 11. kolejka,8–9 listopada2008[12]
- Bologna – Roma 1:1 (Cicinho 90' sam. – Francesco Totti 68')
- Catania – Cagliari 2:1 (Giuseppe Mascara 37', Rocco Sabato 87' – Jeda 6')
- Chievo – Juventus 0:2 (Alessandro Del Piero 40', Vincenzo Iaquinta 54')
- Fiorentina – Atalanta 2:1 (Felipe Melo 20', Alberto Gilardino 23' – Sergio Floccari 76' k.)
- Genoa – Reggina 4:0 (Diego Milito 54 k., 74', 90', Giuseppe Sculli 81')
- Inter – Udinese 1:0 (Julio Ricardo Cruz 90')
- Lazio – Siena 3:0 (Mauro Zárate 58', Tommaso Rocchi 86', 90')
- Lecce – Milan 1:1 (Andrea Esposito 90' – Ronaldinho 79')
- Napoli – Sampdoria 2:0 (Daniele Mannini 23', Marcelo Zalayeta 74')
- Torino – Palermo 1:0 (Jürgen Säumel 89')

## 12. kolejka,15–16 listopada2008[13]
- Atalanta – Napoli 3:1 (Adriano Ferreira Pinto 62', Thomas Manfredini 89', Sergio Floccari 90' – Marek Hamšík 73' k.)
- Cagliari – Fiorentina 1:0 (Robert Acquafresca 31' k.)
- Catania – Torino 3:2 (Giuseppe Mascara 8', 40', 80' – Roberto Colombo 6', Nicola Amoruso 50' k.)
- Juventus – Genoa 4:1 (Zdeněk Grygera 6', Amauri 26', Vincenzo Iaquinta 85', Sokratis Papastatopulos 90' sam. – Diego Milito 89' k.)[14]
- Milan – Chievo 1:0 (Kaká 15' k.)
- Palermo – Inter 0:2 (Zlatan Ibrahimović 46', 62')
- Roma – Lazio 1:0 (Júlio Baptista 50')
- Sampdoria – Lecce 3:2 (Gennaro Delvecchio 11', Antonio Cassano 14', Marius Stankevičius 61' – Simone Tiribocchi 55', 82')
- Siena – Bologna 1:1 (Kader Ghezzal Abdel 22' – Marco Di Vaio 45' k.)
- Udinese – Reggina 0:1 (Franco Brienza 60')

## 13. kolejka,22–23 listopada2008[15]
- Bologna – Palermo 1:1 (Marco Di Vaio 20' – Davide Succi 90')
- Chievo – Siena 0:2 (Daniele Galloppa 83' k., Massimo Maccarone 88' k.)
- Fiorentina – Udinese 4:2 (Adrian Mutu 52' k., Riccardo Montolivo 63', 78', Alberto Gilardino 79' – Antonio Floro Flores 29', Antonio Di Natale 83' k.)
- Inter – Juventus 1:0 (Sulley Muntari 71')
- Lazio – Genoa 1:1 (Ousmane Dabo 80' – Diego Milito 69')
- Lecce – Roma 0:3 (Mirko Vučinić 11', Juan 38, Francesco Totti 49')
- Napoli – Cagliari 2:2 (Marek Hamšík 9', Ezequiel Lavezzi 84' – Diego López 55', Daniele Conti 90')
- Reggina – Atalanta 3:1 (Francesco Cozza 10', Bernardo Corradi 21', 79' – Cristiano Doni 90')
- Sampdoria – Catania 3:0 (Claudio Bellucci 6', Antonio Cassano 62', 90')
- Torino – Milan 2:2 (Roberto Stellone 25', Alessandro Rosina 78' – Alexandre Pato 29', Ronaldinho 34')

## 14. kolejka,29–30 listopada2008[16]
- Atalanta – Lazio 2:0 (Jaime Valdés 54', Sergio Floccari 68')
- Cagliari – Sampdoria 1:0 (Jeda 48')
- Catania – Lecce 1:1 (Michele Paolucci 61' – José Ignacio Castillo 69')
- Genoa – Bologna 1:1 (Giuseppe Sculli 55' – Marco Di Vaio 63')
- Inter – Napoli 2:1 (Iván Córdoba 16', Sulley Muntari 25' – Ezequiel Lavezzi 36')
- Juventus – Reggina 4:0 (Mauro Camoranesi 28', Amauri 44', Giorgio Chiellini 62, Alessandro Del Piero 74')
- Palermo – Milan 3:1 (Fabrizio Miccoli 50', Edinson Cavani 59', Fábio Simplício 80' – Ronaldinho 83' k.)
- Roma – Fiorentina 1:0 (Francesco Totti 59')
- Siena – Torino 1:0 (Massimo Maccarone 19')
- Udinese – Chievo 0:1 (Felipe 87' sam.)

## 15. kolejka,6–7 grudnia2008[17]
- Atalanta – Udinese 3:0 (Jaime Valdés 20', Cristiano Doni 78', Christian Vieri 88')
- Cagliari – Palermo 1:0 (Michele Fini 34')
- Chievo – Roma 0:1 (Jérémy Menez 69')
- Lazio – Inter 0:3 (Walter Samuel 2', Mobido Diakité 45' sam., Zlatan Ibrahimović 55')
- Lecce – Juventus 1:2 (Daniele Cacia 83' – Sebastian Giovinco 57', Amauri 90')
- Milan – Catania 1:0 (Kaká 65')
- Napoli – Siena 2:0 (Christian Maggio 62', Germán Denis 72')
- Reggina – Bologna 2:2 (Bernardo Corradi 40', Edgar Barreto 56' – Francesco Valiani 53', Marco Di Vaio 61')
- Sampdoria – Genoa 0:1 (Diego Milito 50')
- Torino – Fiorentina 1:4 (Alessandro Rosina 77' k. – Adrian Mutu 3', Alberto Gilardino 43', 84', Zdravko Kuzmanović 75')

## 16. kolejka,13–14 grudnia2008[18]
- Bologna – Torino 5:2 (Marco Di Vaio 55', 62', 79' k., Sergio Volpi 48', Marco Bernacci 68' k. – Simone Barone 7', Ignazio Abate 53')
- Fiorentina – Catania 2:0 (Adrian Mutu 56', Alberto Gilardino 79')
- Genoa – Atalanta 1:1 (Giuseppe Sculli 87' – Sergio Floccari 17')
- Inter – Chievo 4:2 (Maxwell 3', Dejan Stanković 47', Zlatan Ibrahimović 79', 88' – Sergio Pellissier 51', Simone Bentivoglio 65')
- Juventus – Milan 4:2 (Alessandro Del Piero 16' k., Giorgio Chiellini 34', Amauri 41', 69' – Alexandre Pato 31', Massimo Ambrosini 56')
- Napoli – Lecce 3:0 (Marek Hamšík 11', Michele Pazienza 42', Germán Denis 65')
- Palermo – Siena 2:0 (Mattia Cassani 30', Fábio Simplício 54')
- Reggina – Sampdoria 0:2 (Claudio Bellucci 75' k., Marco Padalino 81')
- Roma – Cagliari 3:2 (Francesco Totti 39', Simone Perrotta 77', Mirko Vučinić 90' – Daniele Conti 58', Jeda 69')
- Udinese – Lazio 3:3 (Antonio Di Natale 9', 55', Fabio Quagliarella 15' – Mauro Zárate 59', Modibo Diakité 72', Cristian Daniel Ledesma 85')

## 17. kolejka,20–21 grudnia2008[19]
- Atalanta – Juventus 1:3 (Christian Vieri 48' – Alessandro Del Piero 30', Nicola Legrottaglie 38', Amauri 82')
- Cagliari – Reggina 1:1 (Robert Acquafresca 1' – Franco Brienza 60' k.)
- Catania – Roma 3:2 (Davide Baiocco 34', Takayuki Morimoto 40', 56' – Mirko Vučinić 74', Jérémy Menez 78')
- Chievo – Genoa 0:1 (Rubén Olivera 89')
- Lazio – Palermo 1:0 (Tommaso Rocchi 66')
- Lecce – Bologna 0:0
- Milan – Udinese 5:1 (Alexandre Pato 4', 18', Kaká 13', 52', Clarence Seedorf 43' – Antonio Di Natale 17')
- Sampdoria – Fiorentina 0:1 (Riccardo Montolivo 19')
- Siena – Inter 1:2 (Houssine Kharja 44' – Maicon 34', 83')
- Torino – Napoli 1:0 (Rolando Bianchi 53')

## 18. kolejka,10–11 stycznia2009[20]
- Bologna – Chievo 1:1 (Marco Di Vaio 45' k. – Sergio Pellissier 43')
- Fiorentina – Lecce 1:2 (Felipe Melo 24' – Guillermo Giacomazzi 7', José Ignacio Castillo 28')
- Genoa – Torino 3:0 (Giuseppe Biava 18', Boško Janković 48', Thiago Motta 84')
- Inter – Cagliari 1:1 (Zlatan Ibrahimović 76' – Robert Acquafresca 65')
- Juventus – Siena 1:0 (Alessandro Del Piero 33')
- Napoli – Catania 1:0 (Christian Maggio 80')
- Palermo – Atalanta 3:2 (Fabrizio Miccoli 22', Mark Bresciano 39', Edinson Cavani 81' – Sergio Floccari 65', Adriano Ferreira Pinto 78')
- Reggina – Lazio 2:3 (Bernardo Corradi 4' k., Francesco Cozza 63' – Goran Pandew 14', 22', 76')
- Roma – Milan 2:2 (Mirko Vučinić 22', 71' – Alexandre Pato 48', 53')
- Udinese – Sampdoria 1:1 (Maurizio Domizzi 62' – Gennaro Delvecchio 57')

## 19. kolejka,17–18 stycznia2009[21]
- Atalanta – Inter 3:1 (Sergio Floccari 18', Cristiano Doni 28', 33' – Zlatan Ibrahimović 90')
- Cagliari – Udinese 2:0 (Daniele Conti 4', Davide Biondini 20')
- Catania – Bologna 1:2 (Michele Paolucci 85' – Marco Di Vaio 49, Adaílton 54')
- Chievo – Napoli 2:1 (Michele Marcolini 32' k., 74' k. – Ezequiel Lavezzi 53')
- Lazio – Juventus 1:1 (Cristian Daniel Ledesma 25' – Olof Mellberg 30')
- Lecce – Genoa 0:2 (Boško Janković 69', Giuseppe Sculli 90')
- Milan – Fiorentina 1:0 (Alexandre Pato 7')
- Sampdoria – Palermo 0:2 (Mark Bresciano 45', 58')
- Siena – Reggina 1:0 (Mario Frick 75')
- Torino – Roma 0:1 (Júlio Baptista 90')

## 20. kolejka,24–25 stycznia2009[22]
- Bologna – Milan 1:4 (Marco Di Vaio 9' k. – Clarence Seedorf 13', Kaká 17' k., 43', David Beckham 60')
- Genoa – Catania 1:1 (Diego Milito 73' – Jorge Andrés Martínez 67')
- Inter – Sampdoria 1:0 (Adriano 45')
- Juventus – Fiorentina 1:0 (Claudio Marchisio 21')
- Lazio – Cagliari 1:4 (Tommaso Rocchi 3' – Jeda 5', 9', Robert Acquafresca 21' k., Alessandro Matri 41')
- Lecce – Torino 3:3 (Gianni Munari 12', 45', José Ignacio Castillo 73' – Jürgen Säumel 47', Hernán Paolo Dellafiore 56', Cesare Natali 77')
- Napoli – Roma 0:3 (Philippe Mexès 18', Juan 32', Mirko Vučinić 50')
- Palermo – Udinese 3:2 (Fábio Simplício 17', 54', Edinson Cavani 57' – Simone Pepe 2', Antonio Di Natale 63')
- Reggina – Chievo 0:1 (Vincenzo Italiano 90')
- Siena – Atalanta 1:0 (Mario Frick 4')

## 21. kolejka,28 stycznia2009[23]
- Atalanta – Bologna 0:1 (Sergio Volpi 80')
- Cagliari – Siena 1:0 (Robert Acquafresca 37')
- Catania – Inter 0:2 (Dejan Stanković 5', Zlatan Ibrahimović 71')
- Chievo – Lecce 1:1 (Andrea Mantovani 88' – Giuseppe Vives 56')
- Fiorentina – Napoli 2:1 (Mario Santana 47', Riccardo Montolivo 79' – Luigi Vitale 49')
- Milan – Genoa 1:1 (David Beckham 33' – Diego Milito 87')
- Roma – Palermo 2:1 (Francesco Totti 24', Matteo Brighi 45' – Edinson Cavani 31')
- Sampdoria – Lazio 3:1 (Gennaro Delvecchio 13', Antonio Cassano 51, Marius Stankevičius 54' – Tommaso Rocchi 30')
- Torino – Reggina 0:0
- Udinese – Juventus 2:1 (Fabio Quagliarella 20', Antonio Di Natale 74' – Vincenzo Iaquinta 77' k.)

## 22. kolejka,31 stycznia-1 lutego2009[24]
- Atalanta – Catania 1:0 (Tiberio Guarente 24')
- Bologna – Fiorentina 1:3 (Nicola Mingazzini 52' – Adrian Mutu 6', 16', Alberto Gilardino 90')[25]
- Chievo – Sampdoria 1:1 (Luca Rigoni 72' – Giampaolo Pazzini 70')
- Genoa – Palermo 1:0 (Domenico Criscito 89')
- Inter – Torino 1:1 (Nicolás Burdisso 58' – Rolando Bianchi 47')
- Juventus – Cagliari 2:3 (Mohamed Sissoko 31', Pavel Nedvěd 38' – Davide Biondini 16', Jeda 54', Alessandro Matri 78')
- Lazio – Milan 0:3 (Alexandre Pato 42', Massimo Ambrosini 47', Kaká 83')
- Napoli – Udinese 2:2 (Ezequiel Lavezzi 24', Marek Hamšík 27' – Antonio Di Natale 32', Fabio Quagliarella 45')
- Reggina – Roma 2:2 (Bernardo Corradi 43' k., Francesco Cozza 81' – David Pizarro 45', 58')
- Siena – Lecce 1:2 (Abdelkader Ghezzal 79' – Simone Tiribocchi 15', José Ignacio Castillo 54')

## 23. kolejka,7-8 lutego2009[26]
- Cagliari – Atalanta 0:1 (Luca Cigarini 66')
- Catania – Juventus 1:2 (Takayuki Morimoto 51' – Vincenzo Iaquinta 11', Christian Poulsen 90')
- Fiorentina – Lazio 1:0 (Alberto Gilardino 89')
- Lecce – Inter 0:3 (Zlatan Ibrahimović 12', Luís Figo 72', Dejan Stanković 82')
- Milan – Reggina 1:1 (Kaká 67' k. – Davide Di Gennaro 33')
- Palermo – Napoli 2:1 (Giulio Migliaccio 2', Fábio Simplício 13' – Marek Hamšík 43')
- Roma – Genoa 3:0 (Cicinho 26', Mirko Vučinić 47', Júlio Baptista 90')
- Sampdoria – Siena 2:2 (Claudio Bellucci 45', Giampaolo Pazzini 51' – Simone Vergassola 21', Massimo Maccarone 80')
- Torino – Chievo 1:1 (Nicola Ventola 64' – Vincenzo Italiano 83')
- Udinese – Bologna 1:0 (Alexis Sánchez 90')

## 24. kolejka,14-15 lutego2009[27]
- Atalanta – Roma 3:0 (Daniele Capelli 52', Cristiano Doni 56', 59')
- Cagliari – Lecce 2:0 (Michele Fini 49', Alessandro Matri 90')
- Chievo – Catania 1:1 (Giuseppe Colucci 90' – Pablo Ledesma 11' k.)
- Genoa – Fiorentina 3:3 (Thiago Motta 12', Raffaele Palladino 38', Diego Milito 56' k. – Adrian Mutu 60', 80', 90')
- Inter – Milan 2:1 (Adriano Leite Ribeiro 29', Dejan Stanković 43' – Alexandre Pato 71')
- Juventus – Sampdoria 1:1 (Amauri 62' – Giampaolo Pazzini 10')
- Lazio – Torino 1:1 (Sebastiano Siviglia 74' – Ignazio Abate 36')
- Napoli – Bologna 1:1 (Christian Maggio 20' – Marco Di Vaio 23')
- Reggina – Palermo 0:0
- Siena – Udinese 1:1 (Massimo Maccarone 50' – Antonio Di Natale 72')

## 25. kolejka,21-22 lutego2009[28]
- Bologna – Inter 1:2 (Miguel Ángel Britos 79' – Esteban Cambiasso 57', Mario Balotelli 82')
- Catania – Reggina 2:0 (Ciro Capuano 35', Alessandro Potenza 74')
- Fiorentina – Chievo 2:1 (Alberto Gilardino 73', Adrian Mutu 90' – Santiago Morero 13')
- Lecce – Lazio 0:2 (Pasquale Foggia 10', Aleksandar Kolarov 50')
- Milan – Cagliari 1:0 (Clarence Seedorf 65')
- Napoli – Genoa 0:1 (Boško Janković 69')
- Palermo – Juventus 0:2 (Mohamed Sissoko 27', David Trezeguet 79')
- Roma – Siena 1:0 (Rodrigo Taddei 63')
- Sampdoria – Atalanta 1:0 (Giampaolo Pazzini 61')
- Torino – Udinese 1:0 (Hernán Paolo Dellafiore 80')

## 26. kolejka,28 lutego-1 marca2009[29]
- Atalanta – Chievo 0:2 (Antonio Langella 78', Sergio Pellissier 89' k.)
- Cagliari – Torino 0:0
- Inter – Roma 3:3 (Mario Balotelli 50', 63' k., Hernán Crespo 69' – Daniele De Rossi 22', John Arne Riise 29', Matteo Brighi 57')
- Juventus – Napoli 1:0 (Claudio Marchisio 44')
- Lazio – Bologna 2:0 (Mauro Zárate 35', 81')
- Palermo – Catania 0:4 (Pablo Ledesma 14', Takayuki Morimoto 37', Giuseppe Mascara 44', Michele Paolucci 66')
- Reggina – Fiorentina 1:1 (Alessio Sestu 20' – Emiliano Bonazzoli 23')
- Sampdoria – Milan 2:1 (Antonio Cassano 33', Giampaolo Pazzini 52' – Alexandre Pato 80')
- Siena – Genoa 0:0
- Udinese – Lecce 2:0 (Gaetano D’Agostino 74', Giovanni Pasquale 90')

## 27. kolejka,7-8 marca2009[30]
- Bologna – Sampdoria 3:0 (Marco Di Vaio 45', 87', 90')
- Catania – Siena 0:3 (Massimo Maccarone 10', Abdelkader Ghezzal 70', Lukáš Jarolím 90')
- Chievo – Cagliari 1:1 (Stephen Makinwa 56' – Jeda 28')
- Fiorentina – Palermo 0:2 (Fábio Simplício 48', Fabrizio Miccoli 56')
- Genoa – Inter 0:2 (Zlatan Ibrahimović 2', Mario Balotelli 61')
- Lecce – Reggina 0:0
- Milan – Atalanta 3:0 (Filippo Inzaghi 7', 71', 74')
- Napoli – Lazio 0:2 (Tommaso Rocchi 57', 65')
- Roma – Udinese 1:1 (Mirko Vučinić 61' – Felipe 54')
- Torino – Juventus 0:1 (Giorgio Chiellini 81')

## 28. kolejka,14-15 marca2009[31]
- Atalanta – Torino 2:0 (Sergio Floccari 46', 72')
- Cagliari – Genoa 0:1 (Rubén Olivera 84')
- Inter – Fiorentina 2:0 (Zlatan Ibrahimović 11', 90')
- Juventus – Bologna 4:1 (Hasan Salihamidžić 48', Sebastian Giovinco 71', Alessandro Del Piero 75', 87' – Massimo Mutarelli 24')
- Lazio – Chievo 0:3 (Erjon Bogdani 27', Sergio Pellissier 28', 84')
- Palermo – Lecce 5:2 (Edinson Cavani 11' k., 58', Fábio Simplício 19', Fabrizio Miccoli 41', Simon Kjær 56' – José Ignacio Castillo 17', Simone Tiribocchi 34')
- Reggina – Napoli 1:1 (Bernardo Corradi 27' – Ezequiel Lavezzi 64')
- Sampdoria – Roma 2:2 (Giampaolo Pazzini 25', 43' – Júlio Baptista 7', 70' k.)
- Siena – Milan 1:5 (Massimo Maccarone 62' – Andrea Pirlo 7' k., Filippo Inzaghi 45', 71', Alexandre Pato 55', 78')
- Udinese – Catania 1:1 (Fabio Quagliarella 71' – Giuseppe Mascara 25')

## 29. kolejka,21-22 marca2009[32]
- Bologna – Cagliari 0:1 (Robert Acquafresca 45')
- Catania – Lazio 1:0 (Michele Paolucci 24')
- Chievo – Palermo 1:0 (Luciano 45')
- Fiorentina – Siena 1:0 (Adrian Mutu 72')
- Genoa – Udinese 2:0 (Giuseppe Sculli 59', Diego Milito 90')
- Inter – Reggina 3:0 (Esteban Cambiasso 6', Zlatan Ibrahimović 10' k., 58')
- Lecce – Atalanta 2:2 (Fabio Caserta 10', 90' k. – Simone Padoin 30', 48')
- Napoli – Milan 0:0
- Roma – Juventus 1:4 (Simone Loria 48' – Vincenzo Iaquinta 34', 55', Olof Mellberg 68', Pavel Nedvěd 74')
- Torino – Sampdoria 1:3 (Rolando Bianchi 29' – Giampaolo Pazzini 8', Paolo Sammarco 24', Antonio Cassano 69')

## 30. kolejka,5 kwietnia2009[33]
- Atalanta – Fiorentina 1:2 (Gianvito Plasmati 49' – Stevan Jovetić 58' k., Alberto Gilardino 89')
- Cagliari – Catania 1:0 (Alessandro Matri 80')
- Juventus – Chievo 3:3 (Giorgio Chiellini 34', Santiago Morero 54' sam., Vincenzo Iaquinta 89' – Sergio Pellissier 25', 44', 90')
- Milan – Lecce 2:0 (Ronaldinho 90', Filippo Inzaghi 90')
- Palermo – Torino 1:0 (Edinson Cavani 51')
- Reggina – Genoa 0:1 (Thiago Motta 78')
- Roma – Bologna 2:1 (Francesco Totti 12' k., 58' k. – Massimo Marazzina 26')
- Sampdoria – Napoli 2:2 (Angelo Palombo 28', 63' – Marcelo Zalayeta 44', Germán Denis 90')
- Siena – Lazio 2:0 (Emanuele Calaiò 25', Massimo Maccarone 85')
- Udinese – Inter 0:1 (Mauricio Isla 77' sam.)

## 31. kolejka,11-12 kwietnia2009[34]
- Bologna – Siena 1:4 (Massimo Marazzina 22' – Emanuele Calaiò 6', Daniele Portanova 11', Abdelkader Ghezzal 62', Houssine Kharja 81')
- Chievo – Milan 0:1 (Clarence Seedorf 53')
- Fiorentina – Cagliari 2:1 (Manuel Pasqual 53', Juan Manuel Vargas 85' – Daniele Ragatzu 87')
- Genoa – Juventus 3:2 (Thiago Motta 29', 45', Raffaele Palladino 88' – Alessandro Del Piero 45' k., Vincenzo Iaquinta 84')
- Inter – Palermo 2:2 (Mario Balotelli 15', Zlatan Ibrahimović 39' k. – Edinson Cavani 73', Davide Succi 76')
- Lazio – Roma 4:2 (Goran Pandew 2', Mauro Zárate 4', Stephan Lichtsteiner 58', Aleksandar Kolarov 85' – Philippe Mexès 10', Daniele De Rossi 80')
- Lecce – Sampdoria 1:3 (Fabio Caserta 59' k. – Giampaolo Pazzini 11', Antonio Cassano 30' k., 88' k.)
- Napoli – Atalanta 0:0
- Reggina – Udinese 0:2 (Antonio Floro Flores 85', 90')
- Torino – Catania 2:1 (Rolando Bianchi 82', Cesare Natali 88' – Jorge Andrés Martínez 85')

## 32. kolejka,18-19 kwietnia2009[35]
- Atalanta – Reggina 0:1 (Fabio Ceravolo 40')
- Cagliari – Napoli 2:0 (Jeda 5', Andrea Lazzari 90')
- Catania – Sampdoria 2:0 (Giuseppe Mascara 39' k., Jorge Andrés Martínez 48')
- Genoa – Lazio 0:1 (Mauro Zárate 65')
- Juventus – Inter 1:1 (Zdeněk Grygera 90' – Mario Balotelli 64')
- Milan – Torino 5:1 (Filippo Inzaghi 13', 37', 60', Kaká 68' k., Massimo Ambrosini 90' – Ivan Franceschini 80')
- Palermo – Bologna 4:1 (Manuel Belleri 6' sam., Simon Kjær 44', Davide Succi 63', Edinson Cavani 90' – Marco Di Vaio 84')
- Roma – Lecce 3:2 (Francesco Totti 3', 58' k., Matteo Brighi 13' – Gianni Munari 31', Dimitrios Papadopoulos 55')
- Siena – Chievo 0:2 (Sergio Pellissier 23', 48')
- Udinese – Fiorentina 3:1 (Kwadwo Asamoah 9', Gaetano D’Agostino 47' k., 69' – Dario Dainelli 67')

## 33. kolejka,25-26 kwietnia2009[36]
- Bologna – Genoa 2:0 (Marco Di Vaio 15' k., Claudio Terzi 25')
- Chievo – Udinese 1:2 (Sergio Pellissier 71' – Gaetano D’Agostino 35' k., 90')
- Fiorentina – Roma 4:1 (Juan Manuel Vargas 6', Alberto Gilardino 47', 67', Massimo Gobbi 73' – Júlio Baptista 86')
- Lazio – Atalanta 0:1 (Leonardo Talamonti 24')
- Lecce – Catania 2:1 (Gianni Munari 11', Simone Tiribocchi 25' – Jorge Andrés Martínez 47')
- Milan – Palermo 3:0 (Kaká 10' k., 57' k., Filippo Inzaghi 19')
- Napoli – Inter 1:0 (Marcelo Zalayeta 73')
- Reggina – Juventus 2:2 (Antonino Barilla 27', Emil Hallfreðsson 69' – Alessandro Del Piero 48' k., Cristiano Zanetti 73')
- Sampdoria – Cagliari 3:3 (Guido Marilungo 26', 43' Antonio Cassano 86' – Alessandro Matri 47', Robert Acquafresca 67' k., Daniele Conti 80')
- Torino – Siena 1:0 (Rolando Bianchi 10')

## 34. kolejka,2-3 maja2009[37]
- Bologna – Reggina 1:2 (Wangelis Moras 87' – Franco Brienza 40', Edgar Barreto 46')
- Catania – Milan 0:2 (Filippo Inzaghi 27' Kaká 52')
- Fiorentina – Torino 1:0 (Juan Manuel Vargas 57')
- Genoa – Sampdoria 3:1 (Diego Milito 30', 73', 90' – Hugo Campagnaro 45')
- Inter – Lazio 2:0 (Zlatan Ibrahimović 58' Sulley Muntari 70')
- Juventus – Lecce 2:2 (Pavel Nedvěd 54', 66' – Axel Cédric Konan 11', José Ignacio Castillo 90')
- Palermo – Cagliari 5:1 (Giulio Migliaccio 30', Fabrizio Miccoli 38', Giovanni Tedesco 50', Edinson Cavani 57', Davide Succi 87' – Jeda 48')
- Roma – Chievo 0:0
- Siena – Napoli 2:1 (Houssine Kharja 11', Massimo Maccarone 25' – Inácio Piá 80')
- Udinese – Atalanta 3:0 (Fabio Quagliarella 42', 74', Giovanni Pasquale 90')

## 35. kolejka,9-10 maja2009[38]
- Atalanta – Genoa 1:1 (Jaime Valdés 9' – Domenico Criscito 90')
- Cagliari – Roma 2:2 (Alessandro Matri 34', Robert Acquafresca 58' – Francesco Totti 63', Simone Perrotta 69')
- Catania – Fiorentina 0:2 (Stevan Jovetić 11', Luciano Zauri 90')
- Chievo – Inter 2:2 (Michele Marcolini 27', Luciano 73' – Hernán Crespo 3', Mario Balotelli 65')
- Lazio – Udinese 1:3 (Tommaso Rocchi 56' – Antonio Floro Flores 60', Gaetano D’Agostino 69', Fabio Quagliarella 86' k.)
- Lecce – Napoli 1:1 (Andrea Zanchetta 44' k. – Inácio Piá 33')
- Milan – Juventus (Clarence Seedorf 57' – Vincenzo Iaquinta 60')
- Sampdoria – Reggina 5:0 (Daniele Dessena 1', 31', Gennaro Delvecchio 36', Guido Marilungo 46', Giampaolo Pazzini 52')
- Siena – Palermo 1:0 (Emanuele Calaiò 60')
- Torino – Bologna 1:1 (Alessandro Rosina 37' k. – Marco Di Vaio 86' k.)

## 36. kolejka,16-17 maja2009[39]
- Bologna – Lecce 2:1 (Marco Di Vaio 37', Sergio Volpi 90' – Simone Tiribocchi 31')
- Fiorentina – Sampdoria 1:0 (Alberto Gilardino 21')
- Genoa – Chievo 2:2 (Diego Milito 58' k., Rubén Olivera 71' – Giampiero Pinzi 35', Sergio Pellissier 85')
- Inter – Siena 3:0 (Esteban Cambiasso 45', Mario Balotelli 52', Zlatan Ibrahimović 76')
- Juventus – Atalanta 2:2 (Vincenzo Iaquinta 26', Cristiano Zanetti 36' – Luca Cigarini 2', Maximiliano Pellegrino 44')
- Napoli – Torino 1:2 (Inácio Piá 42' – Rolando Bianchi 51', Alessandro Rosina 72')
- Palermo – Lazio 2:0 (Fabrizio Miccoli 6' k., Giulio Migliaccio 87')
- Reggina – Cagliari 2:1 (Fabio Ceravolo 25', Franco Brienza 49' – Andrea Lazzari 18')
- Roma – Catania 4:3 (Simone Perrotta 13', 31', Mirko Vučinić 17', Christian Panucci 90' – Giacomo Tedesco 15', Giuseppe Mascara 47', Takayuki Morimoto 72')
- Udinese – Milan 2:1 (Gaetano D’Agostino 31' k., Cristián Zapata 49' – Massimo Ambrosini 90')

## 37. kolejka,24 maja2009[40]
- Atalanta – Palermo 2:2 (Gianvito Plasmati 50', 67' – Davide Succi 32', Fabrizio Miccoli 75')
- Cagliari – Inter (Andrea Cossu 34', Robert Acquafresca 71' – Zlatan Ibrahimović 8')
- Catania – Napoli 3:1 (Takayuki Morimoto 42', Giuseppe Mascara 88' k., Vito Falconieri 90' – Mariano Bogliacino 28')
- Chievo – Bologna 0:0
- Lazio – Reggina 1:0 (Mauro Zárate 26')
- Lecce – Fiorentina 1:1 (Simone Tiribocchi 50' – Martin Jørgensen 90')
- Milan – Roma 2:3 (Massimo Ambrosini 75', 81' – John Arne Riise 36', Jérémy Menez 79', Francesco Totti 85')
- Sampdoria – Udinese 2:2 (Mauricio Isla 32' sam., Antonio Cassano 44' k. – Gaetano D’Agostino 13' k., Felipe 61')
- Siena – Juventus 0:3 (Alessandro Del Piero 18', 89', Claudio Marchisio 37')
- Torino – Genoa 2:3 (Ivan Franceschini 40', Rolando Bianchi 49' – Diego Milito 32' k., 89', Rubén Olivera 48')

## 38. kolejka,31 maja2009[41]
- Bologna – Catania 3:1 (Nicola Mingazzini 5', Claudio Terzi 26', Marco Di Vaio 68' – Takayuki Morimoto 50')
- Fiorentina – Milan 0:2 (Kaká 55', Alexandre Pato 76')
- Genoa – Lecce 4:1 (Boško Janković 22', Domenico Criscito 52', Diego Milito 56', 67' – Simone Tiribocchi 32')
- Inter – Atalanta 4:3 (Sulley Muntari 6', Zlatan Ibrahimović 12', 81', Esteban Cambiasso 80' – Cristiano Doni 10', 53', Luca Cigarini 25')
- Juventus – Lazio 2:0 (Vincenzo Iaquinta 3', 59')
- Napoli – Chievo 3:0 (Francesco Montervino 4', Mariano Bogliacino 7', Inácio Piá 19')
- Palermo – Sampdoria 2:2 (Fabrizio Miccoli 8', Davide Succi 43' – Giampaolo Pazzini 45', Marius Stankevičius 59')
- Reggina – Siena 1:1 (Alessio Sestu 44' k. – Massimo Maccarone 76')
- Roma – Torino 3:2 (Jérémy Menez 35', Mirko Vučinić 74', Francesco Totti 83' k. – Tommaso Vailatti 9', Nicola Ventola 88')
- Udinese – Cagliari 6:2 (Kwadwo Asamoah 10', Simone Pepe 11', Antonio Floro Flores 15', Giovanni Pasquale 58', Fabio Quagliarella 81', Odion Ighalo 89' – Robert Acquafresca 55' k., Andrea Parola 57')